# Union Vale
Union Vale est une ville située dans le comté de Dutchess, dans l'État de New York, aux États-Unis,. En 2010, elle comptait une population de 4 877 habitants, estimée au 1er juillet 2016 à 4 809 habitants.

## Démographie
Lors du recensement de 2010, la ville comptait une population de 4 877 habitants. Elle est estimée, au 1er juillet 2016, à 4 809 habitants.